# Molophilus theresia
Molophilus theresia är en tvåvingeart som beskrevs av Günther Theischinger 1994. Molophilus theresia ingår i släktet Molophilus och familjen småharkrankar. Inga underarter finns listade i Catalogue of Life.